# Chi Mã đề
Chi Mã đề (danh pháp khoa học: Plantago) là một chi chứa khoảng 200 loài thực vật nhỏ, không dễ thấy, được gọi chung là mã đề. Phần lớn các loài là cây thân thảo, mặc dù có một số ít loài là dạng cây bụi nhỏ, cao tới 60 cm. Lá của chúng không có cuống, nhưng có một phần hẹp gần thân cây, là dạng giả-cuống lá. Chúng có 3 hay 5 gân lá song song và tỏa ra ở các phần rộng hơn của phiến lá. Các lá hoặc là rộng hoặc là hẹp bản, phụ thuộc vào từng loài. Các cụm hoa sinh ra ở các cuống thông thường cao 5–40 cm, và có thể là một nón ngắn hay một cành hoa dài, với nhiều hoa nhỏ, được thụ phấn nhờ gió.
Các loài mã đề bị ấu trùng của một số loài thuộc bộ Cánh vẩy (Lepidoptera) ăn lá - xem Danh sách các loài cánh vẩy phá hại mã đề.
Các loài mã đề mọc ở nhiều nơi trên thế giới, bao gồm châu Mỹ, châu Á, Úc, New Zealand, châu Phi và châu Âu. Nhiều loài trong chi phân bổ rộng khắp thế giới như là một dạng cỏ dại.
Tại Việt Nam có hai loài phân bố là Plantago major (mã đề) và Plantago asiatica (mã đề á hay xa tiền).

## Sử dụng
Các loài trong chi Plantago thường được sử dụng như là các loại thuốc từ cây cỏ. Chúng có tác dụng làm se, giải độc, kháng trùng, chống viêm nhiễm, cũng như làm dịu chứng viêm, long đờm, cầm máu và lợi tiểu. Sử dụng ngoài, dạng thuốc đắp từ lá là có ích đối với các vết cắn của côn trùng, chứng phát ban do sơn độc, các chỗ lở loét nhỏ cũng như nhọt. Trong văn hóa dân gian, thậm chí có một vài khu vực còn cho rằng nó có khả năng là phương thuốc điều trị các vết rắn cắn (nhưng điều này chắc chắn là không đúng ít nhất ra là đối với các vết rắn độc cắn). Sử dụng trong, nó dùng để điều trị ho và viêm phế quản dưới dạng chè, thuốc sắc hay siro. Các loài có lá rộng đôi khi còn được sử dụng làm rau trong một số món xà lách, nước xốt v.v.
Vỏ khô của hạt mã đề nở ra và trở thành chất nhầy khi gặp ẩm, đặc biệt là của Plantago psyllium, được sử dụng khá phổ biến như là một dạng thuốc nhuận tràng bán không cần kê đơn cũng như các sản phẩm bổ sung chất xơ, chẳng hạn loại thuốc Metamucil. Hạt của Plantago psyllium là có ích để điều trị táo bón, ruột kết co cứng, bổ sung chất xơ dinh dưỡng và bệnh túi thừa. Một số nghiên cứu gần đây cũng chỉ ra rằng nó là một loại thuốc đầy triển vọng trong việc hạ thấp cholesterol và kiểm soát bệnh đái đường.
Các chất bổ sung psyllium thông thường được sử dụng ở dạng bột với một lượng hợp lý nước hay nước quả. Một số bác sĩ còn kê đơn một liều ít nhất 7 gam mỗi ngày để điều chỉnh nồng độ cholesterol. Có một số sản phẩm chứa psyllium được sử dụng để điều trị táo bón. Liều thông thường là khoảng 3,5 gam hai lần trong ngày. Psyllium cũng là thành phần trong một số ngũ cốc chế biến sẵn.
Tại Ấn Độ, chất nhầy từ Plantago ovata được làm bằng cách nghiền vỏ hạt. Chất nhầy này được bán như là Isabgol, một loại thuốc nhuận tràng được sử dụng để điều trị chứng đường ruột bất thường và táo bón. Nó cũng được sử dụng trong một số ngũ cốc để điều trị chứng cao cholesterol mức độ nhẹ tới vừa phải cũng như để làm giảm lượng đường trong máu. Nó đã từng được sử dụng trong y học Ayurveda và Unani của người dân bản xứ cho một loạt các vấn đề về ruột, bao gồm táo bón kinh niên, lỵ amip và bệnh tiêu chảy.
Tại Bulgaria, lá của Plantago major được sử dụng làm thuốc để chống nhiễm trùng ở các vết đứt hay vết xước nhờ các tính chất kháng trùng của nó.

## Các loài
Dưới đây liệt kê một số trong tổng số khoảng 200 loài mã đề:

| - Plantago afra - Plantago africana - Plantago aitchisonii - Plantago alpina - Plantago arborescens - Plantago arenaria - Mã đề cành - Plantago argentea - Plantago asiatica - Plantago aucklandica - Plantago bigelovii - Plantago canescens - Plantago coreana - Plantago cordata - Plantago coronopus - mã đề sừng hươu - Plantago cornuti - Plantago cynops - Plantago eripoda - Plantago elongata - Plantago erosa - Plantago fernandezia - Plantago fischeri - Plantago gentianoides - Plantago glabrifolia - Plantago grayana - Plantago hawaiiensis | - Plantago hedleyi - Plantago heterophylla - Plantago hillebrandii - Plantago himalaica - Plantago incisa - Plantago krajinai - Plantago lanceolata - Mã đề Ribwort - Plantago lanigera - Plantago leiopetala - Plantago longissima - Plantago macrocarpa - Plantago major - Mã đề lớn - Plantago maritima - Mã đề biển - Plantago maxima - Plantago media - Mã đề lông tơ trắng - Plantago melanochrous - Plantago musicola - Plantago nivalis - Plantago obconica - Plantago pachyphylla - Plantago palmata - Plantago polysperma - Plantago principes - Plantago pusilla - Plantago psyllium - Mã đề cát - Plantago raoulii | - Plantago rapensis - Plantago remota - Plantago reniformis - Plantago robusta - Plantago rugelii - Plantago rupicola - Plantago schneideri - Plantago sempervirens - Plantago sparsiflora - Plantago subulata - Plantago spathulata - Plantago tanalensis - Plantago taqueti - Plantago tenuiflora - Plantago triandra - Plantago triantha - Plantago tweedyi |

## Thư viện

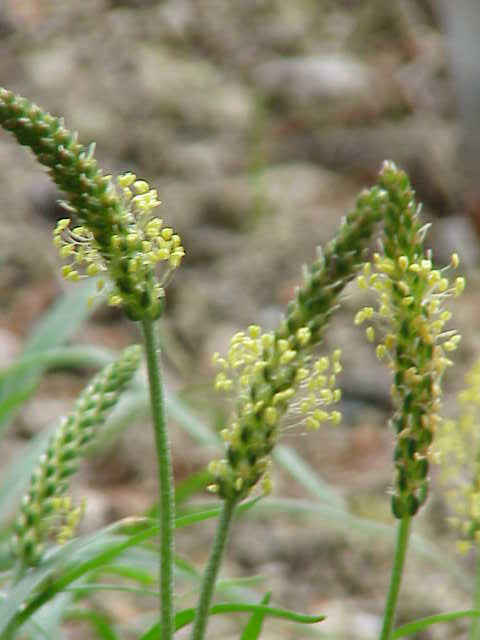
Plantago alpina
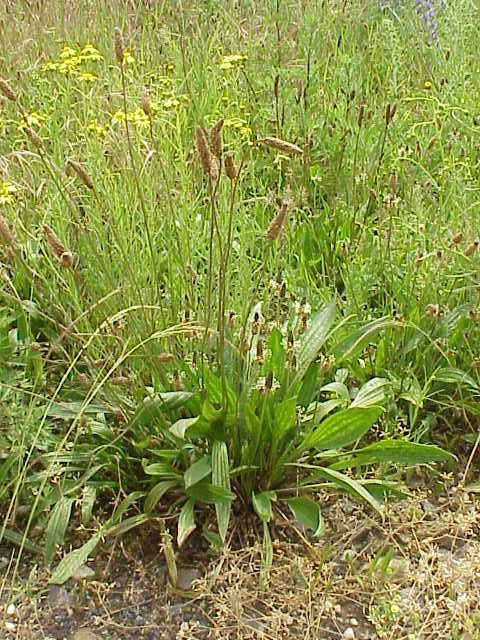
Plantago lanceolata
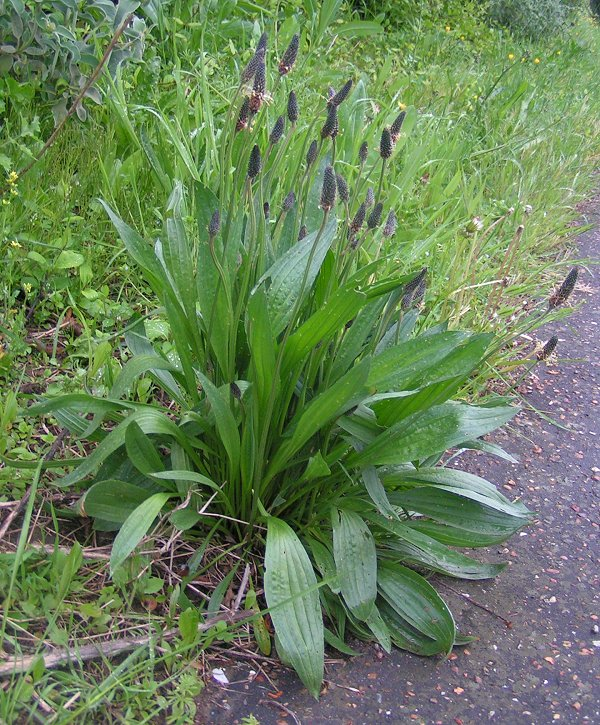
Plantago lanceolata
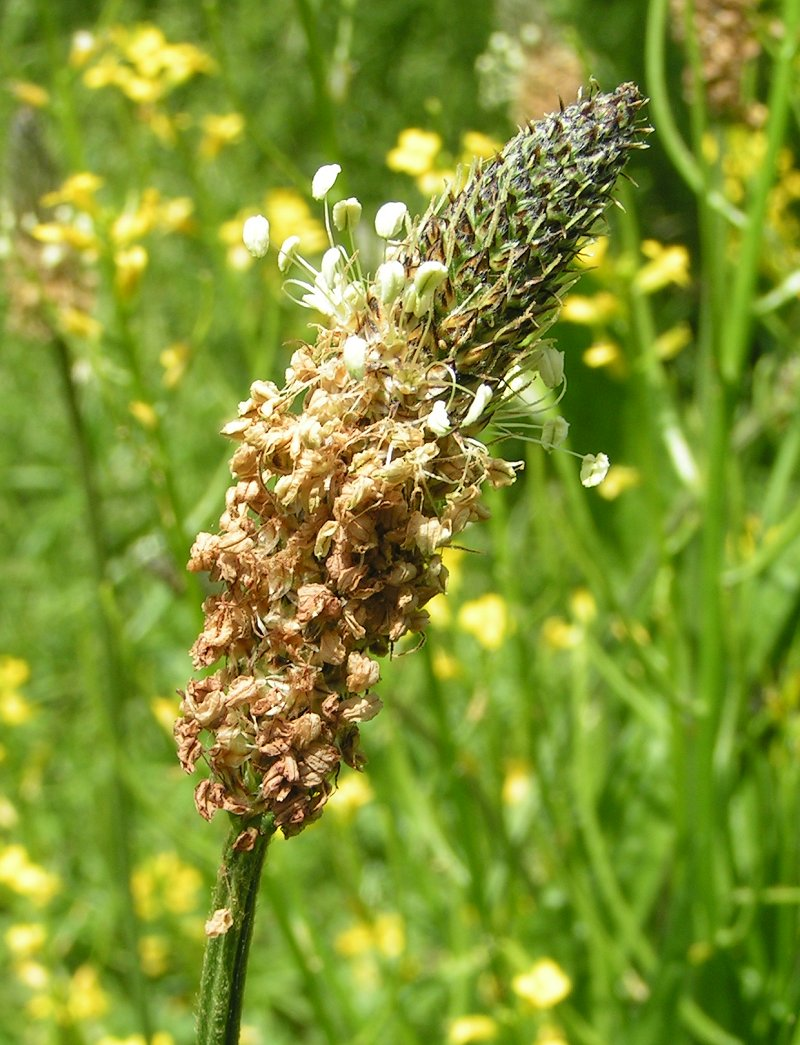
Cành hoa mã đề
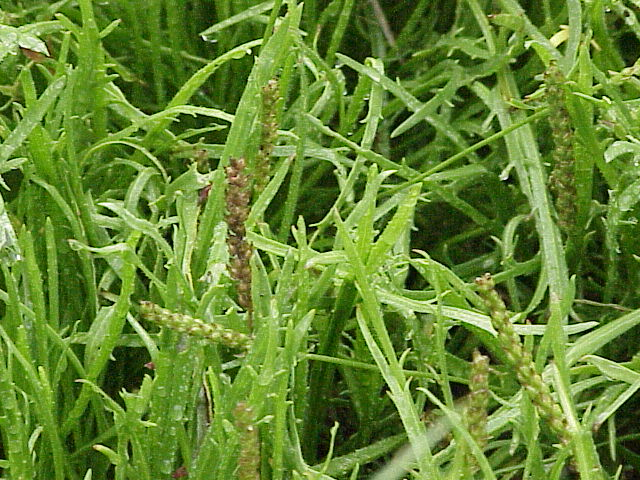
Mã đề sừng hươu (Plantago coronopus)
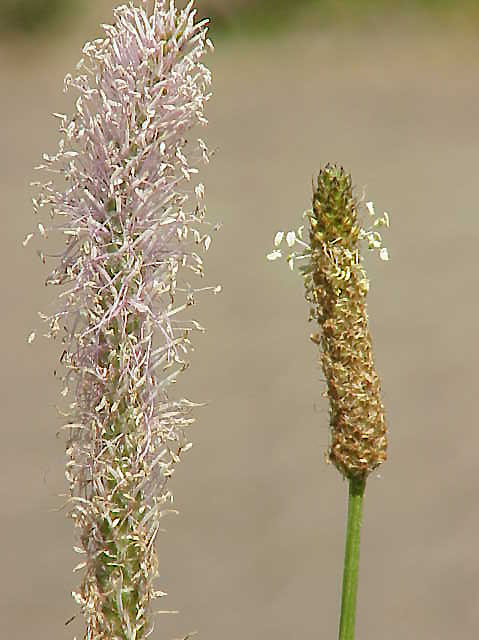
Plantago media stepposa